# Beilschmiedia volckii
Beilschmiedia volckii är en lagerväxtart som beskrevs av B.P.M. Hyland. Beilschmiedia volckii ingår i släktet Beilschmiedia och familjen lagerväxter. Inga underarter finns listade i Catalogue of Life.